# Баас
Ба́ас (араб. البعث‎, рус. «Возрождение»; официально Партия арабского социалистического возрождения, араб. حزب البعث العربي الاشتراكي‎, Хизб эль-Баъс эль-Араби́ эль-Иштира́ки) — политическая партия, основанная в Сирии Мишелем Афляком, Салахом ад-дин Битаром и Заки Арсузи в 1947 году. Идеология партии — баасизм, представляющая собой синтез арабского социализма и панарабизма.
Партия имела влияние во многих арабских странах. В 1963 году баасисты смогли захватить власть в Ираке в результате военного переворота, однако их режим был свергнут через несколько месяцев. В том же году баасисты взяли власть в Сирии в ходе революции 8 марта, которая положила начало длительному правлению партии в этой стране.
В 1966 году, после переворота в Сирии, в ходе которого от власти было отстранено панарабское руководство Баас, партия фактически раскололось на две самостоятельные организации — так называемые просирийскую и проиракскую фракции, каждая из которых позиционирует себя в качестве истинного преемника оригинальной партии и имеет отделения в различных арабских странах. Сирийское крыло партии было отстранено от власти в 2024 году, а иракское крыло — в 2003 году, но сохраняет влияние в рядах иракской оппозиции.

## История
Общеарабская политическая партия, основанная 7 апреля 1947 года в Дамаске Мишелем Афляком и Салах ад-Дином Битаром под названием Партия арабского возрождения, в 1954 году объединилась с Арабской социалистической партией Акрама Хаурани и с тех пор носит нынешнее название. Основные цели ПАСВ — построение социализма и объединение арабов; основа идеологии партии — идеи панарабского движения. Лозунг партии — «Единство, Свобода, Социализм».

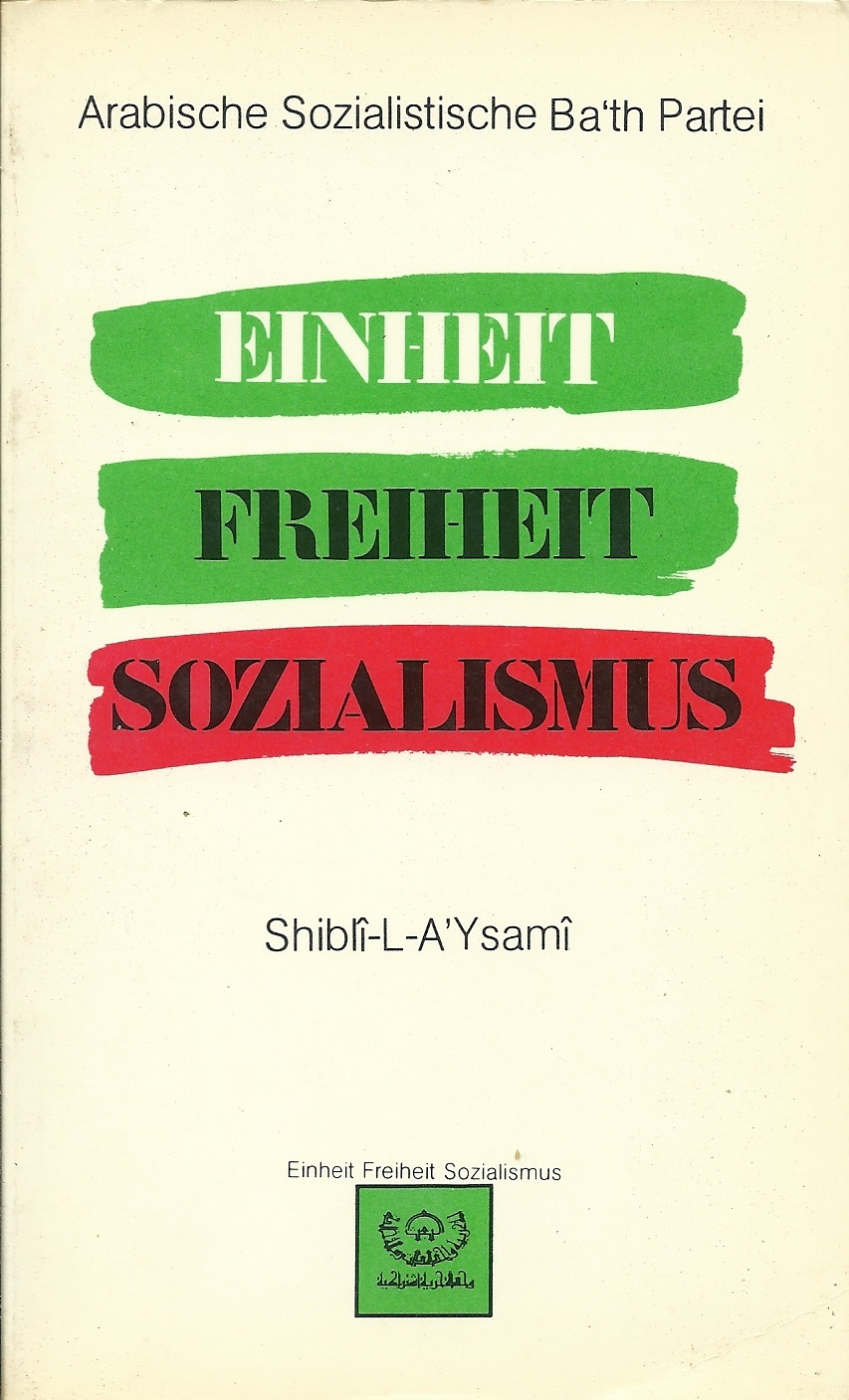

ПАСВ пришла к власти в Ираке (8 февраля 1963) и Сирии (8 марта 1963). В Ираке отстранена от власти в ноябре 1963, вновь пришла к власти 17 июля 1968 и снова отстранена в апреле 2003.
В феврале 1966 года власть в Сирии перешла к левому крылу партии (Салах Джадид, Нуреддин аль-Атаси). Иракское отделение Баас не согласилось с внутрипартийным переворотом и после своего прихода к власти в 1968 году приютило исторических лидеров партии (Мишеля Афляка, Шибли аль-Айсами и др.). В Сирии Мишель Афляк и его ближайшие соратники в начале 70-х годов были заочно приговорены к смертной казни по обвинению в подготовке государственного переворота.
В начале-середине 70-х годов сирийские и иракские баасисты вступили в союз с коммунистическими партиями в рамках «Прогрессивных фронтов». Обе ветви ПАСВ установили дружеские связи с КПСС. В Ираке сотрудничество ПАСВ с коммунистами разрушилось вскоре после прихода к власти Саддама Хусейна (1979): коммунисты были обвинены в политработе в армии и перешли на нелегальное положение. После этого уровень межпартийных отношений Баас — КПСС был понижен, а в поздравительных телеграммах и речах советских руководителей на официальных приемах Саддам Хусейн из «товарища» превратился в «господина».
В 1978—79 сирийскими и иракскими баасистами была предпринята попытка нормализации отношений, президенты Сирии Хафез Асад и Ирака Ахмед Хасан аль-Бакр вели переговоры об объединении двух стран. Сразу же после смещения аль-Бакра в июле 1979 года в Багдаде было объявлено о раскрытии сирийского заговора с участием ряда членов регионального руководства иракской Баас, которые были вскоре осуждены и казнены.
Генеральным секретарем (الأمين العام لحزب) ПАСВ (по сирийской версии) был до своей смерти 10 июня 2000 Хафез аль-Асад. Секретарем регионального руководства (الأمين القطري لحزب) ПАСВ с 2000 года является президент Сирии Башар аль-Асад.
Генеральным секретарем общеарабского руководства ПАСВ (по иракской версии) оставался до своей смерти 23 июня 1989 основатель партии Мишель Афляк (умер в Париже). Утверждается, что перед смертью перешёл в ислам и принял имя Ахмед, а мавзолей Афляка разрушен американскими войсками в 2003 году.
Генеральным секретарем (أمين سر) иракского регионального руководства ПАСВ с 1979 года был Саддам Хусейн. 17 января 2007 на сайте иракского сопротивления albasrah.net было опубликовано решение регионального руководства, датированное «серединой января» об избрании генеральным секретарем регионального руководства Иззата Ибрагима, который до этого был заместителем генерального секретаря (نائب أمين سر).
Партия действует в Йемене (обе фракции, из них просирийская представлена в парламенте), Ливане (просирийская), Палестине (просирийская — «ас-Саика» и проиракская — «Арабский фронт освобождения») и других арабских странах.
В Ираке действует Национальный комитет по дебаасификации, полномочия которого указаны в статье 145 Конституции, принятой на референдуме 2005 года. Комитет может быть расформирован Советом представителей (парламентом) Ирака, когда закончит свою работу.
26 февраля 2012 года на референдуме большинство сирийцев одобрили новый проект конституции Сирии, согласно которой партия Баас потеряла свою главенствующую роль и сравнялась в правах с другими партиями.

## Национальные (общеарабские) съезды партии
Национальные съезды (конференции) партии:
- I национальный съезд: 4—6 апреля 1947, Дамаск. Создание партии
- II национальный съезд: июнь 1954, Дамаск. Объединение с Арабской социалистической партией, принято нынешнее название.
- III национальный съезд: 27 августа — 1 сентября 1959, Бейрут. Принято решение о самороспуске в связи с созданием Объединённой арабской республики
- IV национальный съезд: август 1960, Бейрут. Партия восстановлена
- V национальный съезд: 8 мая 1962, Хомс
- VI национальный съезд: 5—23 октября 1963, Дамаск
- VII национальный съезд: 12—17 февраля 1964, Дамаск
- VIII национальный съезд: апрель 1965, Дамаск

после раскола:

национальные съезды (по «сирийской» версии):
- IX национальный съезд: 25—29 сентября 1966, Дамаск
- IX чрезвычайный национальный съезд: начало сентября 1967, Дамаск
- X национальный съезд: конец сентября 1968, Дамаск
- X чрезвычайный национальный съезд: 30 октября — 12 ноября 1970, Дамаск
- XI национальный съезд: август 1971, Дамаск
- XII национальный съезд: июль 1975, Дамаск
- XIII национальный съезд: 27 июля — 2 августа 1980, Дамаск
- XIV национальный съезд планировался на лето 2005 года, но был отложен на неопределенный срок.

национальные съезды (по «иракской» версии):
- IX национальный съезд — февраль 1968, Ливан[6]

…
- XI национальный съезд — 1977, Багдад

## Партия Баас («иракская» ветвь)
Известные члены Национального руководства партии Баас:
- Иззат Ибрагим — Ирак
- Касем Салам — Йемен
- Тисир аль-Хамси — Иордания
- Абдель Маджид ар-Рифаи — Ливан
- Ильяс Фарах — Сирия (после 2003 года вернулся из Ирака в Дамаск, амнистирован президентом Асадом)
- Али ар-Рих ас-Сенхури — Судан
- Али Ганнам — Саудовская Аравия

Региональные отделения партии в большинстве стран по юридическим или тактическим соображениям действуют под несколько модифицированными названиями-псевдонимами:
- Иордания: лидеры — Тисир аль-Хамси, Ахмед Надждауи (Партия арабского социалистического возрождения Иордании)
- Ливан — Абдель Маджид ар-Рифаи (Партия авангарда арабского социалистического Ливана)
- Йемен — Касем Салам (Партия арабского социалистического национального возрождения)
- Судан — недавно [когда?] умер секретарь регионального руководства, член национального руководства Бадр эд-Дин аль-Мудесир, его заместитель — Осман Абу Рас (партия действует под собственным историческим названием)
- Алжир — Ахмед Шутри, секретарь регионального руководства
- В Эритрее существует законспирированная парторганизация, лидер — Абу Хасан
- В Палестине — Арабский фронт освобождения, секретарь — Ракад Салам Абу Махмуд — находится в израильской тюрьме
- В Тунисе к выборам в конституционную ассамблею (октябрь 2011) создано Движение Баас[8]
- В странах Залива существует пробаасистская организация «Абу Кифах аль-Араби», в Бахрейне — «Национальная демократическая ассамблея», в иранском Арабистане — Партия арабского возрождения Ахваза.

Региональные съезды (конференции) иракского отделения партии:
- Региональная организация создана в 1954 году (в подполье)

…
- Чрезвычайный региональный съезд: сентябрь 1966 (в подполье). Региональным секретарем избран Ахмед Хасан аль-Бакр.
- VIII региональный съезд ПАСВ 8—12 января 1974
- IX региональный съезд: конец июня 1982

Во второй половине 80-х годов состоялось дополнительное заседание IX съезда (?)
- X региональный съезд: 1991 (?)
- XI региональный съезд: 1996 (?)
- XII региональный съезд: 17 мая 2001 — избрано региональное руководство из 18 человек (в том числе 8 новых), баллотировались 24 кандидата при тайном голосовании.

## Партия Баас («просирийская» ветвь)

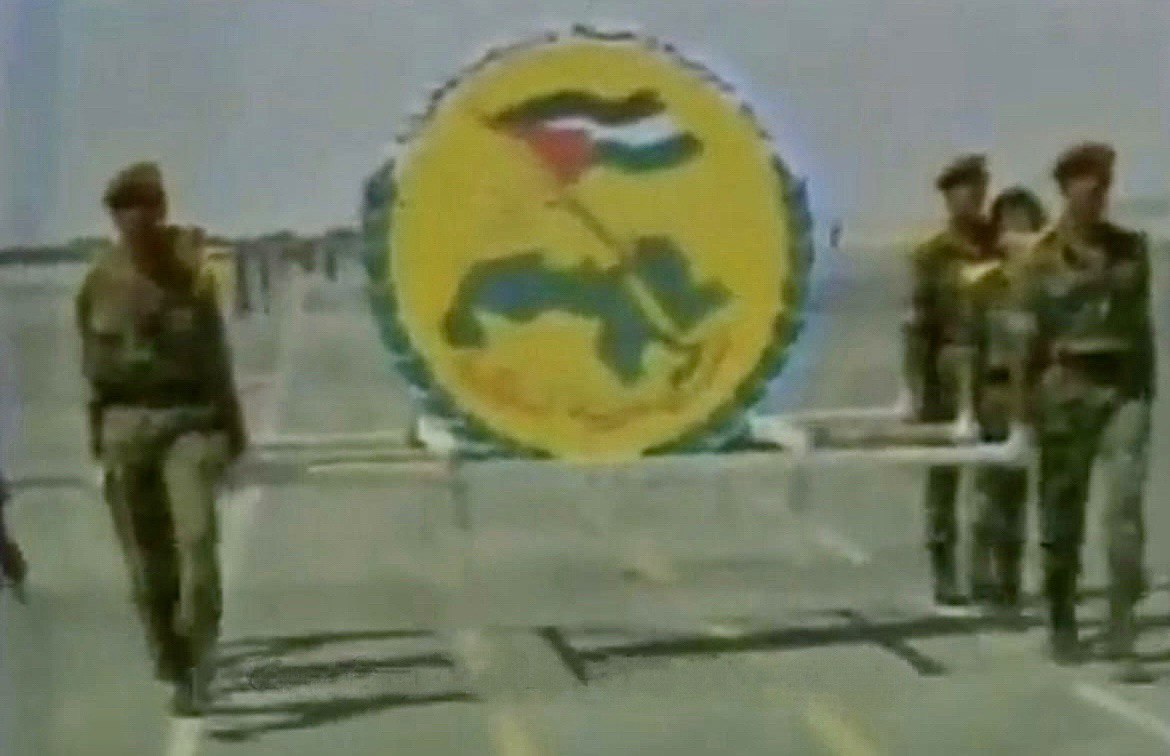
Сирийские солдаты несут логотип партии Баас во время парада, 1990

После смерти Хафеза Асада (июнь 2000) национальные съезды не созывались. Формальным главой Национального руководства партии является заместитель генерального секретаря (الأمين العام المساعد) Абдалла аль-Ахмар, занимающий этот пост с 1975 года.
Региональные съезды (конференции) сирийского отделения партии:
- I региональный съезд: 5 сентября 1963
- I чрезвычайный региональный съезд: 1 февраля 1964
- II региональный съезд: 18 марта — 4 апреля 1965
- II чрезвычайный региональный съезд: 1 августа 1965
- II чрезвычайный региональный съезд (2): март 1966
- III региональный съезд: сентябрь 1966
- III чрезвычайный региональный съезд: сентябрь 1967
- IV региональный съезд: 26 сентября 1968
- IV чрезвычайный региональный съезд: 21—31 марта 1969
- V региональный съезд: 8—14 мая 1971
- V чрезвычайный региональный съезд: июнь 1974
- VI региональный съезд: 5—15 апреля 1975
- VII региональный съезд: декабрь 1979
- VIII региональный съезд: 5—20 января 1985
- IX региональный съезд: 17—21 июня 2000. Съезд избрал Башара Асада региональным секретарем партии и выдвинул его кандидатуру на пост президента Сирии
- X региональный съезд: 6—9 июня 2005

Состав сирийского регионального руководства партии, избранный на X съезде в июне 2005:
1. Башар Асад — региональный секретарь (الأمين القطري)
2. председатель правительства (Наджи аль-Атари) — по должности
3. председатель Народного совета (Махмуд аль-Абраш) — по должности
4. д-р Фарук аш-Шараа — министр иностранных дел
5. д-р Мухаммед аль-Хусейн — министр финансов
6. генерал Хасан Туркмани — министр обороны
7. Осама Удай — губернатор Халеба
8. Хашам аль-Ихтияр — начальник Главного департамента разведки
9. Хейтам Стайхи — политический советник президента республики
10. Саид Илия — губернатор Идлеба
11. Бассам Хания — руководитель парторганизации в Суэйде
12. Мухаммед Саид Бахитан — председатель Бюро национальной безопасности[англ.], с 2005 — заместитель регионального секретаря (الأمين القطري المساعد)
13. Шахиназ Факкуш — журналистка, Дейр эз-Зор, курдянка по национальности
14. Ясер Хуррия — президент Университета Баас в Хомсе

Первые пятеро из перечисленных входили и в прежний состав РР, остальные 9 избраны впервые. Из 21 члена прежнего руководства 16 не попали в новый состав: не были переизбраны Сулейман Каддах (заместитель регионального секретаря партии), Абдель Халим Хаддам (вице-президент республики), Зухейр Машарка (вице-президент республики), Абдалла аль-Ахмар (заместитель генерального секретаря партии), Абдель Кадер Каддура (бывший спикер Народного совета), Мустафа Тлас (бывший министр обороны), Мухаммед Мустафа Миро (бывший премьер-министр), Ахмед Диргам, Валид Хамдун, Ибрагим Хнейди, Фарук Абу Шамат, Салам Ясин, Гаят Баракат, Валид аль-Буз, Маджид Шадуд; 21-й член прежнего РР — Фаиз Насер — умер в 2004 году.
Результаты выборов в парламент Сирии:
| Год выборов | Число полученных мест | ±    |
| ----------- | --------------------- | ---- |
| 1949        | 1 из 114              | ▲1   |
| 1953        | 0 из 82               | ▼1   |
| 1954        | 22 из 140             | ▲22  |
| 1961        | 20 из 140             | ▼2   |
| 1973        | 122 из 250            | ▲102 |
| 1977        | 125 из 250            | ▲3   |
| 1981        | 127 из 250            | ▲2   |
| 1986        | 130 из 250            | ▲3   |
| 1990        | 134 из 250            | ▲4   |
| 1994        | 135 из 250            | ▲1   |
| 1998        | 135 из 250            | ▬    |
| 2003        | 135 из 250            | ▬    |
| 2007        | 134 из 250            | ▼1   |
| 2012        | 134 из 250            | ▬    |
| 2016        | 200 из 250            | ▲66  |

## Партия Баас в Йемене
На последних выборах в палату представителей Йемена (2003 год) партия (просирийская фракция) получила 2 мандата в парламенте, заручившись поддержкой 0,7 % проголосовавших.